# Johann Lange (Pädagoge)
Johann Lange (* 11. September 1755 in Hamburg; † 2. Januar 1815 in Bremen) war ein deutscher Pädagoge.

## Biografie
Lange war der Sohn eines Lehrers an einer reformierten Schule in Hamburg. Er besuchte das Paedagogeum und Gymnasium illustre in Bremen und wurde Lehrer in Hamburg. 1782 wurde er als Lehrer an die Stephanischule von St. Stephani in Bremen berufen. In Bremen gehörte er wie der Theologe und Lehrer Johann Caspar Häfeli, die Pädagogen Jakob Blendermann und Heinrich Rump und des Philanthropen Christian Müller (1751–1831) zu einem Kreis, der schon früh die Bürgerschule forderte, als Schule für die Allgemeinheit.
Er war der Verfasser mehrerer Rechenbücher und Übersetzer einiger anderer Schriften.